# Coppa del mondo di corsa in montagna 2025
La Coppa del mondo di corsa in montagna 2025 si disputerà su quindici prove sotto il nome di Mountain Running World Cup. I vincitori della Coppa del Mondo riceveranno un premio in denaro di 5 000 €. Il montepremi complessivo è di 30 000 €.

## Calendario
Le gare in programma per l'anno 2025 sono le seguenti:
| Nome gara                    | Lunghezza | Dislivello            | Nazione     | Data           | Tipologia      |
| ---------------------------- | --------- | --------------------- | ----------- | -------------- | -------------- |
| Zmeu X-Fest Classic Mountain | 19,6 km   | 1 750 m D+/D-         | Romania     | 3 maggio 2025  | classica       |
| Vertical Nasego              | 4,2 km    | 1 000 m D+            | Italia      | 24 maggio 2025 | vertical       |
| Trofeo Nasego                | 20,6 km   | 1 336 m D+ 1 039 m D- | Italia      | 25 maggio 2025 | lunga distanza |
| Tatra Race Run               | 25 km     | 1 700 m D+/D-         | Polonia     | 15 giugno 2025 | lunga distanza |
| Broken Arrow Ascent          | 4,8 km    | 914 m D+              | Stati Uniti | 20 giugno 2025 | vertical       |
| Broken Arrow Skyrace         | 21,75 km  | 1 372 m D+            | Stati Uniti | 22 giugno 2025 | lunga distanza |
| Chongli World Cup Uphill     | 7,8 km    | 580 m D+ 110 m D-     | Cina        | 5 luglio 2025  | vertical       |
| Chongli World Cup Classic    | 21,9 km   | 1 417 m D+/D-         | Cina        | 6 luglio 2025  | classica       |
| Vauban Mountain Trail KV     | 6 km      | 1 150 m D+            | Francia     | 19 luglio 2025 | vertical       |
| Vauban Mountain Trail 14 km  | 14 km     | 750 m D+/D-           | Francia     | 20 luglio 2025 | classica       |
| Giir di Mont Uphill          | 9 km      | 1 040 m D+            | Italia      | 26 luglio 2025 | vertical       |
| Giir di Mont                 | 32 km     | 2 400 m D+/D-         | Italia      | 27 luglio 2025 | lunga distanza |
| Sierre-Zinal                 | 31 km     | 2 200 m D+ 1 100 m D- | Svizzera    | 9 agosto 2025  | lunga distanza |
| Velika Planina Race          | 9 km      | 1 295 m D+ 80 m D-    | Slovenia    | 23 agosto 2025 | vertical       |
| Šmarna Gora                  | 10 km     | 710 m D+ 350 m D-     | Slovenia    | 24 agosto 2025 | classica       |

## Punteggi
Le seguenti tabelle mostrano come sono ripartiti i punteggi dal primo al ventesimo classificato di ogni gara. 
La classifica generale di Coppa del Mondo è ottenuta sommando i migliori 9 punteggi delle 15 gare in programma. 
La classifiche di specialità sono ottenute sommando i migliori 4 punteggi delle gare specifiche in programma. In caso di ex aequo in classifica, dopo la somma dei punteggi, si terrà conto dei migliori piazzamenti dei singoli atleti a pari merito.
Un bonus di 5 punti in classifica generale verrà assegnato agli atleti classificati nei primi 18 posti nelle gare finali in Slovenia.
| Pos.  | 1° | 2° | 3° | 4° | 5° | 6° | 7° | 8° | 9° | 10° | 11° | 12° | 13° | 14° | 15° | 16° | 17° | 18° | 19° | 20° |
| ----- | -- | -- | -- | -- | -- | -- | -- | -- | -- | --- | --- | --- | --- | --- | --- | --- | --- | --- | --- | --- |
| Punti | 50 | 42 | 35 | 31 | 28 | 25 | 22 | 20 | 18 | 16  | 14  | 12  | 10  | 8   | 6   | 5   | 4   | 3   | 2   | 1   |

## Risultati

### Vertical

#### Uomini
| Gara                     | Lungh. | Dislivello         | Vincitore       | Tempo  | 2º classificato   | Tempo  | 3º classificato | Tempo  |
| ------------------------ | ------ | ------------------ | --------------- | ------ | ----------------- | ------ | --------------- | ------ |
| Vertical Nasego          | 4,2 km | 1 000 m D+         | Richard Atuya   | 33'23" | Philemon Kiriago  | 34'50" | Andrea Elia     | 34'52" |
| Broken Arrow Ascent      | 4,8 km | 914 m D+           | Christian Allen | 23'49" | Joseph Gray       | 24'12" | Cameron Smith   | 24'24" |
| Chongli World Cup Uphill | 7,8 km | 580 m D+ 110 m D-  | Lukas Ehrle     | 35'13" | Michael Saoli     | 35'14" | Andrea Rostan   | 35'37" |
| Vauban Mountain Trail KV | 6 km   | 1 150 m D+         | Richard Atuya   | 40'40" | Josphat Kiprotich | 41'44" | Jacob Adkin     | 41'53" |
| Giir di Mont Uphill      | 9 km   | 1 040 m D+         | Richard Atuya   | 39'49" | Philemon Kiriago  | 40'07" | Paul Machoka    | 40'17" |
| Velika Planina Race      | 9 km   | 1 295 m D+ 80 m D- |                 |        |                   |        |                 |        |

#### Donne
| Gara                     | Lungh. | Dislivello         | Vincitrice       | Tempo  | 2º classificata  | Tempo  | 3º classificata  | Tempo  |
| ------------------------ | ------ | ------------------ | ---------------- | ------ | ---------------- | ------ | ---------------- | ------ |
| Vertical Nasego          | 4,2 km | 1 000 m D+         | Philaries Kisang | 38'55" | Scout Adkin      | 39'23" | Francesca Ghelfi | 40'40" |
| Broken Arrow Ascent      | 4,8 km | 914 m D+           | Anna Gibson      | 27'32" | Joyce Njeru      | 29'06" | Jade Belzberg    | 29'23" |
| Chongli World Cup Uphill | 7,8 km | 580 m D+ 110 m D-  | Valentine Rutto  | 40'59" | Scout Adkin      | 41'58" | Gloria Chebet    | 43'05" |
| Vauban Mountain Trail KV | 6 km   | 1 150 m D+         | Christel Dewalle | 48'40" | Scout Adkin      | 49'27" | Nélie Clement    | 50'06" |
| Giir di Mont Uphill      | 9 km   | 1 040 m D+         | Scout Adkin      | 47'52" | Francesca Ghelfi | 47'58" | Andrea Mayr      | 48'31" |
| Velika Planina Race      | 9 km   | 1 295 m D+ 80 m D- |                  |        |                  |        |                  |        |

### Lunga distanza

#### Uomini
| Gara                 | Lungh.   | Dislivello            | Vincitore           | Tempo    | 2º classificato  | Tempo    | 3º classificato  | Tempo    |
| -------------------- | -------- | --------------------- | ------------------- | -------- | ---------------- | -------- | ---------------- | -------- |
| Trofeo Nasego        | 20,6 km  | 1 336 m D+ 1 039 m D- | Philemon Kiriago    | 1h31'43" | Paul Machoka     | 1h34'17" | Michael Saoli    | 1h34'43" |
| Tatra Race Run       | 25 km    | 1 700 m D+/D-         | Paul Machoka        | 2h22'16" | Kevin Kibet      | 2h26'14" | Marcel Fabian    | 2h33'50" |
| Broken Arrow Skyrace | 21,75 km | 1 372 m D+/D-         | Elhousine Elazzaoui | 1h43'53" | Philemon Kiriago | 1h43'57" | Patrick Kipngeno | 1h44'11" |
| Giir di Mont         | 32 km    | 2 400 m D+/D-         | Davide Magnini      | 3h14'04" | Stian Angermund  | 3h15'36" | Mattia Tanara    | 3h18'34" |
| Sierre-Zinal         | 31 km    | 2 200 m D+ 1 100 m D- |                     |          |                  |          |                  |          |

#### Donne
| Gara                 | Lungh.   | Dislivello            | Vincitrice       | Tempo    | 2º classificata     | Tempo    | 3º classificata   | Tempo    |
| -------------------- | -------- | --------------------- | ---------------- | -------- | ------------------- | -------- | ----------------- | -------- |
| Trofeo Nasego        | 20,6 km  | 1 336 m D+ 1 039 m D- | Philaries Kisang | 1h46'16" | Scout Adkin         | 1h46'22" | Joyce Njeru       | 1h51'33" |
| Tatra Race Run       | 25 km    | 1 700 m D+/D-         | Scout Adkin      | 2h50'36" | Weronika Matuszczak | 2h56'06" | Iwona Januszyk    | 3h02'45" |
| Broken Arrow Skyrace | 21,75 km | 1 372 m D+/D-         | Joyce Njeru      | 2h01'06" | Madalina Florea     | 2h02'03" | Anna Gibson       | 2h03'46" |
| Giir di Mont         | 32 km    | 2 400 m D+/D-         | Valentine Rutto  | 3h58'28" | Roberta Jacquin     | 4h07'56" | Martina Cumerlato | 4h08'47" |
| Sierre-Zinal         | 31 km    | 2 200 m D+ 1 100 m D- |                  |          |                     |          |                   |          |

### Classica

#### Uomini
| Gara                         | Lungh.  | Dislivello        | Vincitore     | Tempo    | 2º classificato  | Tempo    | 3º classificato | Tempo    |
| ---------------------------- | ------- | ----------------- | ------------- | -------- | ---------------- | -------- | --------------- | -------- |
| Zmeu X-Fest Classic Mountain | 19,6 km | 1 750 m D+/D-     | Paul Machoka  | 1h48'52" | Kevin Kibet      | 1h49'13" | Henri Aymonod   | 1h49'15" |
| Chongli World Cup Classic    | 21,9 km | 1 417 m D+/D-     | Michael Saoli | 1h38'19" | Paul Machoka     | 1h39'38" | Lukas Ehrle     | 1h40'17" |
| Vauban Mountain Trail 14 km  | 14 km   | 750 m D+/D-       | Michael Saoli | 1h04'52" | Philemon Kiriago | 1h05'21" | Ephantus Mwangi | 1h05'31" |
| Šmarna Gora                  | 10 km   | 710 m D+ 350 m D- |               |          |                  |          |                 |          |

#### Donne
| Gara                         | Lungh.  | Dislivello        | Vincitrice      | Tempo    | 2º classificata                  | Tempo    | 3º classificata | Tempo    |
| ---------------------------- | ------- | ----------------- | --------------- | -------- | -------------------------------- | -------- | --------------- | -------- |
| Zmeu X-Fest Classic Mountain | 19,6 km | 1 750 m D+/D-     | Scout Adkin     | 2h03'18" | Valentine Rutto Madalina Amariei | 2h18'57" |                 |          |
| Chongli World Cup Classic    | 21,9 km | 1 417 m D+/D-     | Valentine Rutto | 1h55'43" | Scout Adkin                      | 2h01'04" | Gloria Chebet   | 2h04'52" |
| Vauban Mountain Trail 14 km  | 14 km   | 750 m D+/D-       | Nélie Clément   | 1h15'58" | Joyce Njeru                      | 1h17'11" | Valentine Rutto | 1h17'20" |
| Šmarna Gora                  | 10 km   | 710 m D+ 350 m D- |                 |          |                                  |          |                 |          |

## Classifica generale

### Uomini
| Pos. | Atleta           | Romania (bandiera) | Italia (bandiera) | Italia (bandiera) | Polonia (bandiera) | Stati Uniti (bandiera) | Stati Uniti (bandiera) | Cina (bandiera) | Cina (bandiera) | Francia (bandiera) | Francia (bandiera) | Italia (bandiera) | Italia (bandiera) | Svizzera (bandiera) | Slovenia (bandiera) | Slovenia (bandiera) | Totale |
| ---- | ---------------- | ------------------ | ----------------- | ----------------- | ------------------ | ---------------------- | ---------------------- | --------------- | --------------- | ------------------ | ------------------ | ----------------- | ----------------- | ------------------- | ------------------- | ------------------- | ------ |
| 1    | Paul Machoka     | 50                 | 18                | 42                | 50                 |                        |                        | 31              | 42              | 31                 | 25                 | 35                | 31                |                     |                     |                     | 337    |
| 2    | Philemon Kiriago |                    | 42                | 50                |                    | 22                     | 42                     |                 |                 | 25                 | 42                 | 42                |                   |                     |                     |                     | 265    |
| 3    | Michael Saoli    |                    | 12                | 35                |                    |                        |                        | 42              | 50              | 10                 | 50                 | 28                |                   |                     |                     |                     | 227    |
| 4    | Richard Atuya    |                    | 50                | 31                |                    |                        |                        |                 |                 | 50                 | 31                 | 50                |                   |                     |                     |                     | 212    |
| 5    | Andrea Rostan    | 31                 | 31                | 12                |                    |                        |                        | 35              | 31              | 4                  |                    | 22                |                   |                     |                     |                     | 166    |
| 6    | Lukas Ehrle      |                    |                   |                   |                    | 6                      | 28                     | 50              | 35              |                    |                    |                   |                   |                     |                     |                     | 119    |
| 7    | Andrea Elia      |                    | 35                |                   |                    |                        |                        | 28              | 6               | 20                 |                    | 25                |                   |                     |                     |                     | 114    |
| 8    | Kevin Kibet      | 42                 |                   | 5                 | 42                 |                        |                        |                 |                 |                    |                    |                   | 25                |                     |                     |                     | 114    |
| 9    | Alberto Vender   | 28                 |                   | 22                |                    |                        |                        | 25              | 28              |                    |                    |                   |                   |                     |                     |                     | 103    |
|      | Henri Aymonod    | 35                 | 28                |                   |                    | 5                      | 4                      | 16              |                 |                    |                    |                   |                   |                     |                     |                     | 88     |
|      | Christian Allen  |                    |                   |                   |                    | 50                     | 31                     |                 |                 |                    |                    |                   |                   |                     |                     |                     | 81     |

### Donne
| Pos. | Atleta           | Romania (bandiera) | Italia (bandiera) | Italia (bandiera) | Polonia (bandiera) | Stati Uniti (bandiera) | Stati Uniti (bandiera) | Cina (bandiera) | Cina (bandiera) | Francia (bandiera) | Francia (bandiera) | Italia (bandiera) | Italia (bandiera) | Svizzera (bandiera) | Slovenia (bandiera) | Slovenia (bandiera) | Totale |
| ---- | ---------------- | ------------------ | ----------------- | ----------------- | ------------------ | ---------------------- | ---------------------- | --------------- | --------------- | ------------------ | ------------------ | ----------------- | ----------------- | ------------------- | ------------------- | ------------------- | ------ |
| 1    | Scout Adkin      | 50                 | 42                | 42                | 50                 |                        |                        | 42              | 42              | 42                 | 28                 | 50                |                   |                     |                     |                     | 388    |
| 2    | Valentine Rutto  | 42                 | 12                | 31                |                    |                        |                        | 50              | 50              | 22                 | 35                 | 31                | 50                |                     |                     |                     | 323    |
| 3    | Joyce Njeru      |                    | 18                | 35                |                    | 42                     | 50                     |                 |                 | 16                 | 42                 | 20                |                   |                     |                     |                     | 223    |
| 4    | Gloria Chebet    |                    |                   |                   |                    |                        |                        | 35              | 35              | 31                 | 31                 | 25                |                   |                     |                     |                     | 157    |
| 5    | Philaries Kisang |                    | 50                | 50                |                    |                        |                        |                 |                 | 28                 |                    | 28                |                   |                     |                     |                     | 156    |
| 6    | Andrea Mayr      |                    | 31                | 28                |                    |                        |                        |                 |                 |                    |                    | 35                |                   |                     |                     |                     | 94     |
| 7    | Elle Twentyman   |                    | 6                 | 18                |                    |                        |                        | 31              | 31              | 6                  |                    |                   |                   |                     |                     |                     | 92     |
| 9    | Anna Gibson      |                    |                   |                   |                    | 50                     | 35                     |                 |                 |                    |                    |                   |                   |                     |                     |                     | 85     |
| 9    | Nélie Clément    |                    |                   |                   |                    |                        |                        |                 |                 | 35                 | 50                 |                   |                   |                     |                     |                     | 85     |
|      | Alice Gaggi      |                    |                   | 25                |                    |                        | 28                     |                 |                 |                    |                    |                   |                   |                     |                     |                     | 53     |

## Classifiche di specialità

### Vertical

#### Uomini
| Pos. | Atleta             | Italia (bandiera) | Stati Uniti (bandiera) | Cina (bandiera) | Francia (bandiera) | Italia (bandiera) | Slovenia (bandiera) | Totale |
| ---- | ------------------ | ----------------- | ---------------------- | --------------- | ------------------ | ----------------- | ------------------- | ------ |
| 1    | Richard Atuya      | 50                |                        |                 | 50                 | 50                |                     | 150    |
| 2    | Philemon Kiriago   | 42                | 22                     |                 | 25                 | 42                |                     | 131    |
| 3    | Paul Machoka       | 18                |                        | 31              | 31                 | 35                |                     | 115    |
| 4    | Andrea Elia        | 35                |                        | 28              | 20                 | 25                |                     | 108    |
| 5    | Andrea Rostan      | 31                |                        | 35              | 4                  | 22                |                     | 92     |
| 6    | Michael Saoli      | 12                |                        | 42              | 10                 | 28                |                     | 92     |
| 7    | Josephat Kiprotich |                   |                        |                 | 42                 | 31                |                     | 73     |
|      | Lukas Ehrle        |                   | 6                      | 50              |                    |                   |                     | 56     |
|      | Christian Allen    |                   | 50                     |                 |                    |                   |                     | 50     |
|      | Joseph Gray        |                   | 42                     |                 |                    |                   |                     | 42     |
|      | Cameron Smith      |                   | 35                     |                 |                    |                   |                     | 35     |
|      | Henri Aymonod      | 28                |                        |                 |                    |                   |                     | 28     |

#### Donne
| Pos. | Atleta           | Italia (bandiera) | Stati Uniti (bandiera) | Cina (bandiera) | Francia (bandiera) | Italia (bandiera) | Slovenia (bandiera) | Totale |
| ---- | ---------------- | ----------------- | ---------------------- | --------------- | ------------------ | ----------------- | ------------------- | ------ |
| 1    | Scout Adkin      | 42                |                        | 42              | 42                 | 50                |                     | 176    |
| 2    | Valentine Rutto  | 12                |                        | 50              | 22                 | 31                |                     | 115    |
| 3    | Philaries Kisang | 50                |                        |                 | 28                 | 28                |                     | 106    |
| 4    | Joyce Njeru      | 18                | 42                     |                 | 16                 | 20                |                     | 96     |
| 5    | Gloria Chebet    |                   |                        | 35              | 31                 | 25                |                     | 91     |
| 6    | Kirsty Dickson   | 25                |                        | 28              | 25                 |                   |                     | 78     |
| 7    | Francesca Ghelfi | 35                |                        |                 |                    | 42                |                     | 77     |
| 8    | Andrea Mayr      | 31                |                        |                 |                    | 35                |                     | 66     |
|      | Anna Gibson      |                   | 50                     |                 |                    |                   |                     | 50     |
|      | Christel Dewalle |                   |                        |                 | 50                 |                   |                     | 50     |
|      | Elle Twentyman   | 6                 |                        | 31              | 6                  |                   |                     | 43     |
|      | Jade Belzberg    |                   | 35                     |                 |                    |                   |                     | 35     |
|      | Sara Willhoit    | 28                |                        |                 |                    |                   |                     | 28     |

### Lunga distanza

#### Uomini
| Pos. | Atleta              | Italia (bandiera) | Polonia (bandiera) | Stati Uniti (bandiera) | Italia (bandiera) | Svizzera (bandiera) | Totale |
| ---- | ------------------- | ----------------- | ------------------ | ---------------------- | ----------------- | ------------------- | ------ |
| 1    | Paul Machoka        | 42                | 50                 |                        | 31                |                     | 123    |
| 2    | Philemon Kiriago    | 50                |                    | 42                     |                   |                     | 92     |
| 3    | Kevin Kibet         | 5                 | 42                 |                        | 25                |                     | 72     |
| 4    | Elhousine Elazzaoui |                   |                    | 50                     |                   |                     | 50     |
| 4    | Davide Magnini      |                   |                    |                        | 50                |                     | 50     |
| 6    | Stian Angermund     |                   |                    |                        | 42                |                     | 42     |
| 7    | Michael Galassi     | 16                |                    |                        | 22                |                     | 38     |
|      | Michael Saoli       | 35                |                    |                        |                   |                     | 35     |
|      | Marcel Fabian       |                   | 35                 |                        |                   |                     | 35     |
|      | Patrick Kipngeno    |                   |                    | 35                     |                   |                     | 35     |
|      | Richard Atuya       | 31                |                    |                        |                   |                     | 31     |
|      | Adam Cieslar        |                   | 31                 |                        |                   |                     | 31     |
|      | Christian Allen     |                   |                    | 31                     |                   |                     | 31     |
|      | Luciano Rota        | 28                |                    |                        |                   |                     | 28     |

#### Donne
| Pos. | Atleta              | Italia (bandiera) | Polonia (bandiera) | Stati Uniti (bandiera) | Italia (bandiera) | Svizzera (bandiera) | Totale |
| ---- | ------------------- | ----------------- | ------------------ | ---------------------- | ----------------- | ------------------- | ------ |
| 1    | Scout Adkin         | 42                | 50                 |                        |                   |                     | 92     |
| 2    | Joyce Njeru         | 35                |                    | 50                     |                   |                     | 85     |
| 3    | Valentine Rutto     | 31                |                    |                        | 50                |                     | 81     |
| 4    | Alice Gaggi         | 25                |                    | 28                     |                   |                     | 53     |
| 5    | Philaries Kisang    | 50                |                    |                        |                   |                     | 50     |
| 6    | Weronika Matuszczak |                   | 42                 |                        |                   |                     | 42     |
| 6    | Madalina Florea     |                   |                    | 42                     |                   |                     | 42     |
| 6    | Roberta Jacquin     |                   |                    |                        | 42                |                     | 42     |
|      | Iwona Januszyk      |                   | 35                 |                        |                   |                     | 35     |
|      | Anna Gibson         |                   |                    | 35                     |                   |                     | 35     |
|      | Agnieszka Dygacz    |                   | 31                 |                        |                   |                     | 31     |
|      | Andrea Mayr         | 28                |                    |                        |                   |                     | 28     |

### Classica

#### Uomini
| Pos. | Atleta           | Romania (bandiera) | Cina (bandiera) | Francia (bandiera) | Slovenia (bandiera) | Totale |
| ---- | ---------------- | ------------------ | --------------- | ------------------ | ------------------- | ------ |
| 1    | Paul Machoka     | 50                 | 42              | 25                 |                     | 117    |
| 2    | Michael Saoli    |                    | 50              | 50                 |                     | 100    |
| 3    | Andrea Rostan    | 31                 | 31              |                    |                     | 62     |
| 4    | Alberto Vender   | 28                 | 28              |                    |                     | 56     |
| 5    | Luca Merli       | 25                 | 20              |                    |                     | 45     |
| 6    | Kevin Kibet      | 42                 |                 |                    |                     | 42     |
| 6    | Philemon Kiriago |                    |                 | 42                 |                     | 42     |
|      | Henri Aymonod    | 35                 |                 |                    |                     | 35     |
|      | Lukas Ehrle      |                    | 35              |                    |                     | 35     |

#### Donne
| Pos. | Atleta            | Romania (bandiera) | Cina (bandiera) | Francia (bandiera) | Slovenia (bandiera) | Totale |
| ---- | ----------------- | ------------------ | --------------- | ------------------ | ------------------- | ------ |
| 1    | Valentine Rutto   | 42                 | 50              | 35                 |                     | 127    |
| 2    | Scout Adkin       | 50                 | 42              | 28                 |                     | 120    |
| 3    | Gloria Chebet     |                    | 35              | 31                 |                     | 66     |
| 4    | Nélie Clément     |                    |                 | 50                 |                     | 50     |
| 5    | Joyce Njeru       |                    |                 | 42                 |                     | 42     |
| 6    | Madalina Amariei  | 35                 |                 |                    |                     | 35     |
|      | Ingrid Mutter     | 31                 |                 |                    |                     | 31     |
|      | Elle Twentyman    |                    | 31              |                    |                     | 31     |
|      | Ana Maria Mihaita | 28                 |                 |                    |                     | 28     |
|      | Simone Troxler    |                    | 28              |                    |                     | 28     |